# 이민용 (풋살 선수)
이민용은 대한민국의 풋살선수로 용인 FS에서 뛰고 있다.

## 수상
클럽
 용인 FS
FK컵
준우승(1): 2011
개인
FK컵
득점왕(1): 2013

## 국가 대표
- AFC 풋살 챔피언십 국가대표 (2011)
- 제4회 인천실내무도아시아경기대회 풋살 국가대표 (2013)
- AFC 풋살 챔피언십 국가대표 (2014)